# Johanna Lewengard
Johanna Elisabeth Lewengard, född 8 februari 1974, är en svensk grafisk formgivare. Hon har varit professor i visuell kommunikation på Konstfack. Sedan juni 2017 är hon ordförande i föreningen Svensk bokkonst.